# Havad község
Havad község (románul: Comuna Neaua) község Maros megyében, Romániában. Központja Havad, beosztott falvai Geges, Nyárádszentsimon, Rigmány, Vadasd.

## Népessége
A 2011-es népszámlálás adatai alapján a község népessége 1369 fő volt.